# فهرست وابسته‌های دیپلماتیک دماغه سبز

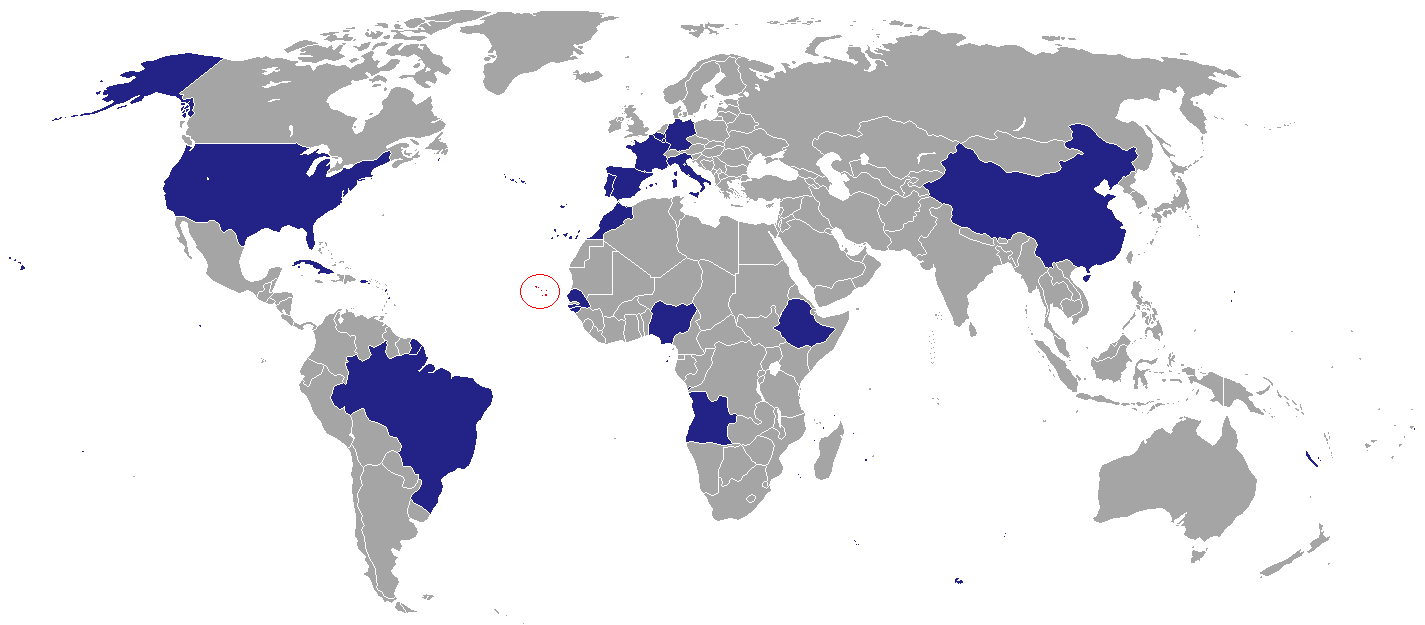
نقشه کشورهای دربردارنده سفارتخانه دماغه سبز

فهرست سفارت‌های دماغه سبز، فهرستی از مراکز سفارتخانه و کنسولگری کشور دماغه سبز در سراسر جهان است.
دماغه سبز (کیپ ورد) کشوری است در اقیانوس اطلس شمالی و نزدیک ساحل غربی آفریقا. پایتخت آن پرایا است.
دماغه سبز تا پیش از کشف این جزیره خالی از سکنه بود، پرتغالی‌ها در سال ۱۴۵۶ دماغه سبز را کشف نمودند، این جزیره در سال ۱۴۹۵ به عنوان قسمتی از امپراتوری پرتغال درآمد. دماغه سبز در ۵ ژوئیه ۱۹۷۵ از پرتغال اعلام استقلال کرد.

## آسیا
- چین
  - پکن (سفارت)

## آفریقا
- آنگولا
  - لواندا (سفارت)
- اتیوپی
  - آدیس آبابا (سفارت)
- سنگال
  - داکار (سفارت)

## آمریکا

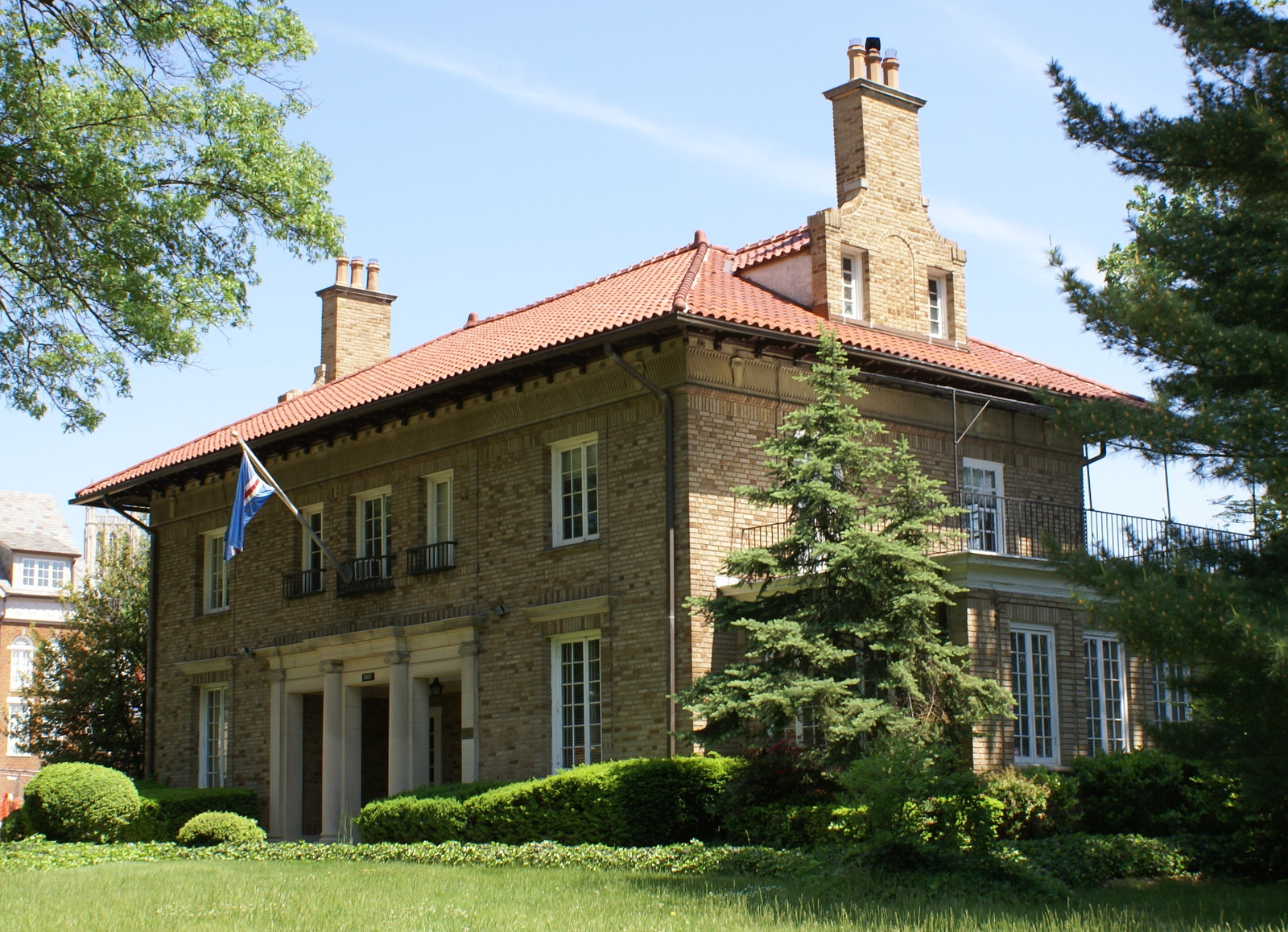
سفارتخانه دماغه سبز در واشنگتن دی سی

- برزیل
  - برازیلیا (سفارت)
- کوبا
  - هاوانا (سفارت)
- ایالات متحده آمریکا
  - واشنگتن دی سی (سفارت)
  - بوستون (کنسولگری)

## اروپا

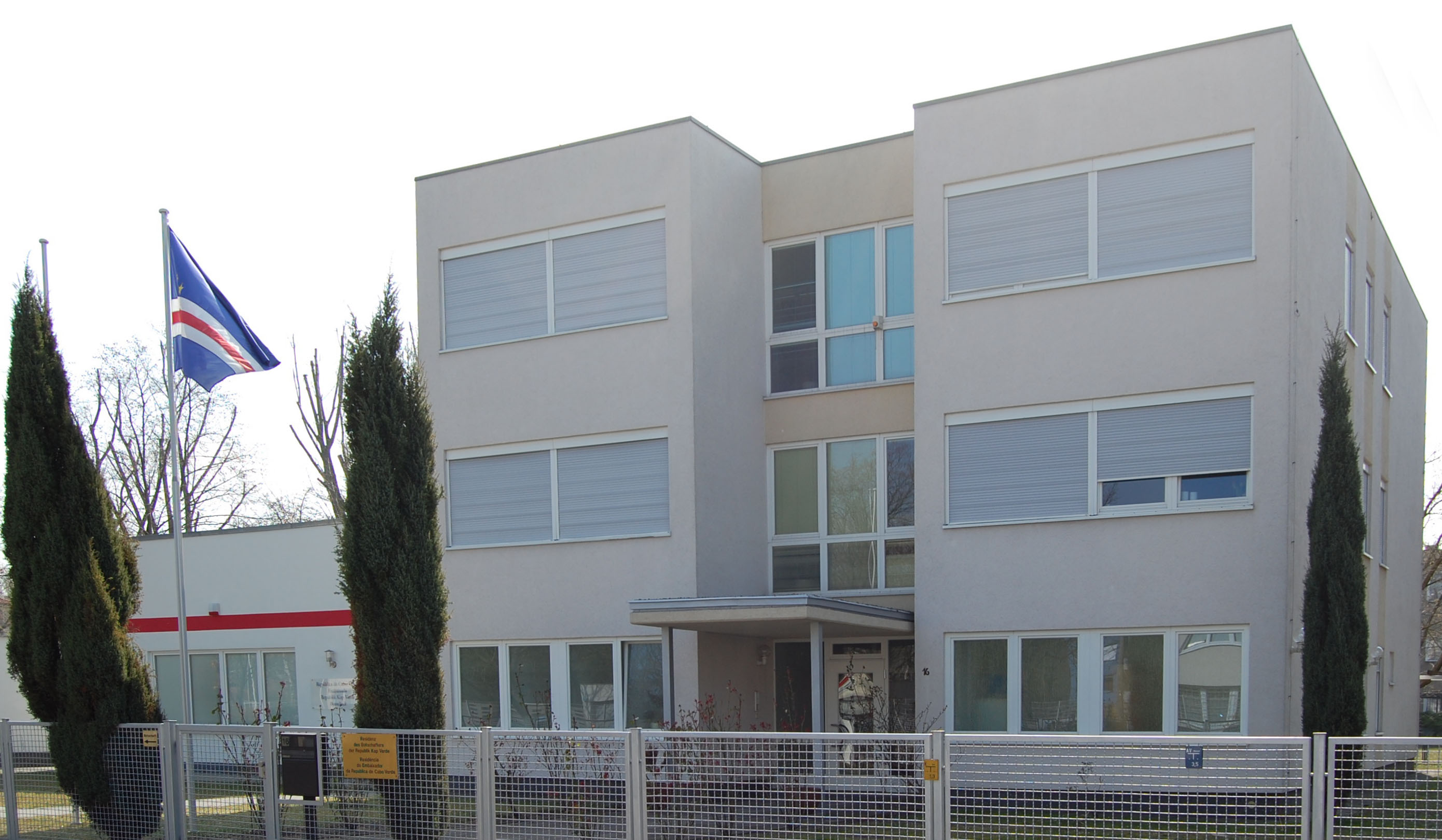
سفارتخانه دماغه سبز در برلین

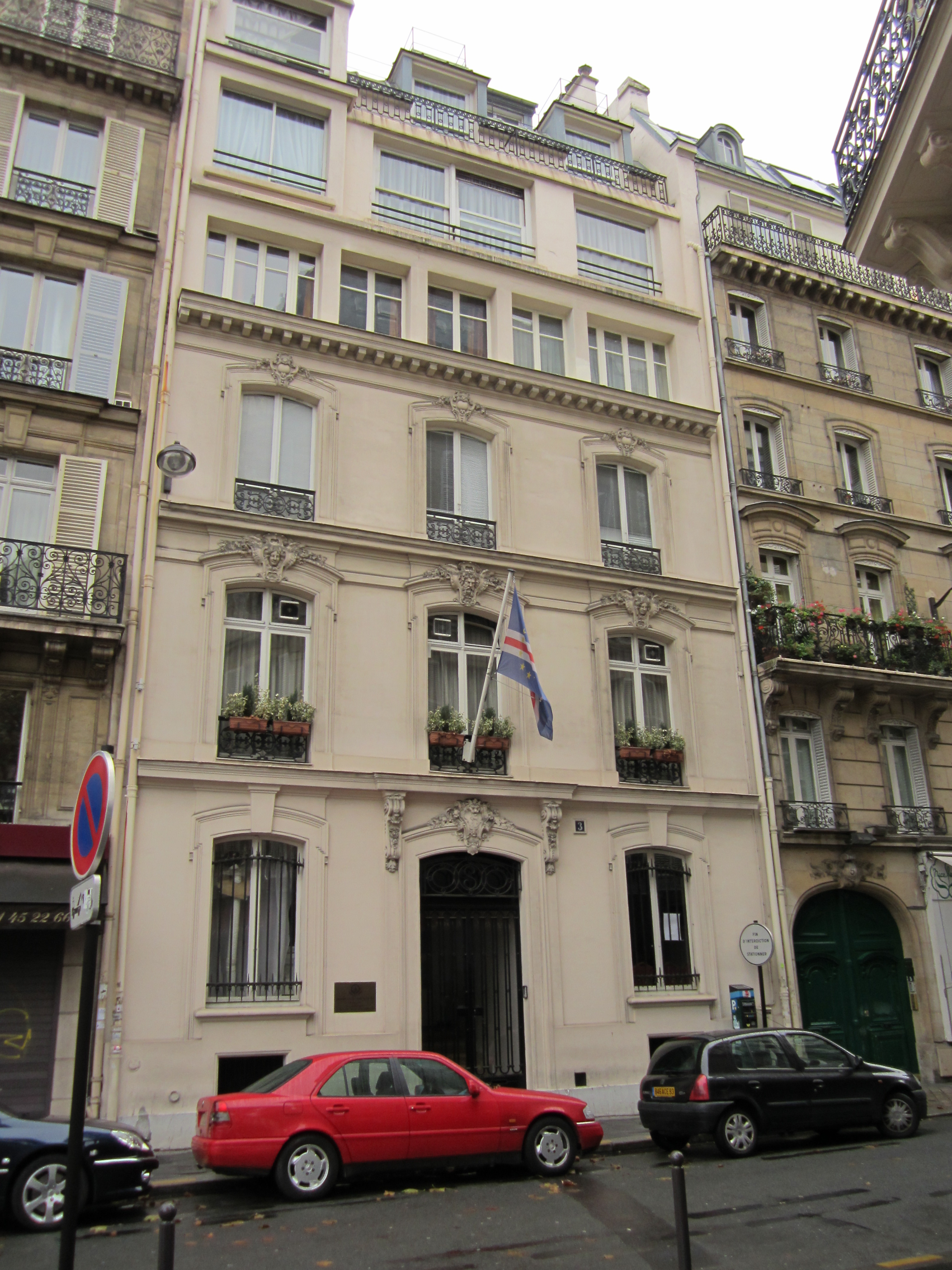
سفارتخانه دماغه سبز در پاریس

- اتریش
  - وین (سفارت)
- بلژیک
  - بروکسل (سفارت)
- فرانسه
  - پاریس (سفارت)
- آلمان
  - برلین (سفارت)
- ایتالیا
  - رم (سفارت)
- لوکزامبورگ
  - لوکزامبورگ (سفارت)
- پرتغال
  - لیسبون (سفارت)
- روسیه
  - مسکو (سفارت)
- اسپانیا
  - مادرید (سفارت)

## سازمان‌های چندجانبه
- آدیس آبابا (مأموریت دائم به اتحادیه آفریقا)
- لیسبون (مأموریت به جامعه کشورهای پرتغالی زبان)
- اتحادیه اروپا
  - بروکسل (مأموریت به اتحادیه اروپا)
- سازمان ملل متحد
  - نیویورک (مأموریت دائمی به سازمان ملل متحد)
- یونسکو
  - پاریس (مأموریت دائمی به یونسکو)